# Siliștea, Teleorman
Siliștea là một xã thuộc hạt Teleorman, România. Dân số thời điểm năm 2002 là 4525 người.